# Deltaspis tumacacorii
Deltaspis tumacacorii là một loài bọ cánh cứng trong họ Cerambycidae.